# Cornelius O'Callaghan
Cornelius O'Callaghan (2 octobre 1775 - 30 mai 1857) est un homme politique irlandais Whig .

## Biographie
Il est le fils de Cornelius O'Callaghan (1er baron Lismore) et Frances Ponsonby. Il succède à son père le 12 juillet 1797 et prend son siège à la Chambre des lords irlandaise . Le 30 mai 1806, il est créé vicomte Lismore dans la Pairie d'Irlande.
De 1806 à 1807, il siège à la Chambre des communes du Royaume-Uni en tant que député de Lostwithiel, un arrondissement pourri de Cornouailles contrôlé par Lord Mount Edgcumbe .
En 1835, il est nommé membre du Conseil privé d'Irlande . En 1838, il est nommé baron Lismore dans la Pairie du Royaume-Uni, lui donnant ainsi qu'à ses descendants un siège automatique à la Chambre des Lords britannique. Il sert comme Lord-lieutenant de Tipperary entre le 20 octobre 1851 et sa mort en 1857.
Il épouse lady Eleanor Butler, fille de John Butler (17e comte d'Ormonde) et de lady Frances Susan Elizabeth Wandesford, le 11 août 1808. Ils divorcent en 1826. Il est remplacé dans son titre par son troisième et unique fils survivant, George O'Callaghan.
Le fils du 1er vicomte de Lismores Cornelius O'Callaghan (1809-1849) qui est décédé avant lui, est député de Tipperary et Dungarvan à la Chambre des communes.